# Selar
Selar es un género de peces de la familia Carangidae. Fue descrito por el naturalista Pieter Bleeker en 1851.

## Especies
- Selar boops (Cuvier, 1833)
- Selar crumenophthalmus (Bloch, 1793)